# 大浦 (北九州市)
大浦（おおうら）は福岡県北九州市八幡西区の地名。大浦一丁目から三丁目の町がある。住居表示実施済み。郵便番号は807-0874。

## 地理
八幡西区の北部西側に位置し、北に医生ケ丘、東に千代ケ崎、南東に丸尾町、南に折尾、西に自由ケ丘、北西に藤原と接する。

## 地域の特徴
町域の南縁に沿って国道199号（本城バイパス）が東西に通り、西縁を市道の折尾青葉台線、東縁を市道の上津役本城線が通る。上津役本城線は医生ヶ丘橋によって国道199号をオーバーパスし、丸尾町，楠木二丁目と繋がる。国道199号から北西方向に上り勾配のある住宅地である。

一丁目に大浦東年長者いこいの家，三丁目に折尾スポーツセンター，サンリブ折尾，救急振興財団救急救命九州研修所などがある。

## 歴史
昭和40年代後半から50年代前半にかけて、大規模に実施された土地区画整理事業で形成された市街地の南西部にあたる。

### 地名の由来
大字本城の字、大浦より。

### 沿革
- 1978年（昭和53年）6月1日 - 大浦一丁目 - 三丁目新設[4][5]。
- 1983年（昭和58年）6月1日 - 大字本城の一部を大浦三丁目に編入[6]。

### 町名の変遷
| 実施内容          | 実施年月日               | 実施後     | 実施前                     |
| ----------------- | ------------------------ | ---------- | -------------------------- |
| 町名新設 住居表示 | 1978年（昭和53年）6月1日 | 大浦一丁目 | 大字本城，大字浅川の各一部 |
| 町名新設 住居表示 | 1978年（昭和53年）6月1日 | 大浦二丁目 | 大字本城，大字浅川の各一部 |
| 町名新設 住居表示 | 1978年（昭和53年）6月1日 | 大浦三丁目 | 大字本城，大字浅川の各一部 |

## 世帯数と人口
2025年（令和7年）3月31日現在（北九州市発表）の世帯数と人口は以下の通りである。
| 町         | 世帯数    | 人口    |
| ---------- | --------- | ------- |
| 大浦一丁目 | 566世帯   | 873人   |
| 大浦二丁目 | 595世帯   | 1,136人 |
| 大浦三丁目 | 390世帯   | 675人   |
| 計         | 1,551世帯 | 2,684人 |

### 人口の変遷
国勢調査による人口の推移。
| 1995年（平成7年）  | 2,967人 | [ 7 ]  |  |
| 2000年（平成12年） | 2,906人 | [ 8 ]  |  |
| 2005年（平成17年） | 2,681人 | [ 9 ]  |  |
| 2010年（平成22年） | 3,189人 | [ 10 ] |  |
| 2015年（平成27年） | 3,480人 | [ 11 ] |  |
| 2020年（令和2年）  | 3,284人 | [ 12 ] |  |

### 世帯数の変遷
国勢調査による世帯数の推移。
| 1995年（平成7年）  | 1,604世帯 | [ 7 ]  |  |
| 2000年（平成12年） | 1,643世帯 | [ 8 ]  |  |
| 2005年（平成17年） | 1,534世帯 | [ 9 ]  |  |
| 2010年（平成22年） | 1,883世帯 | [ 10 ] |  |
| 2015年（平成27年） | 1,984世帯 | [ 11 ] |  |
| 2020年（令和2年）  | 1,959世帯 | [ 12 ] |  |

## 学区
市立小・中学校に通う場合、学区は以下の通りとなる。
| 町         | 街区 | 小学校                 | 中学校               |
| ---------- | ---- | ---------------------- | -------------------- |
| 大浦一丁目 | 全域 | 北九州市立医生丘小学校 | 北九州市立浅川中学校 |
| 大浦二丁目 | 全域 | 北九州市立医生丘小学校 | 北九州市立浅川中学校 |
| 大浦三丁目 | 全域 | 北九州市立医生丘小学校 | 北九州市立浅川中学校 |

## 交通

### バス
域内のバス停と系統は以下のとおりである。
| 運行事業者 | 運行事業者       | 西鉄バス北九州 | 西鉄バス北九州 | 西鉄バス北九州 | 西鉄バス北九州 | 西鉄バス北九州 | 北九州市交通局 | 北九州市交通局 | 北九州市交通局 | 北九州市交通局 | 北九州市交通局 |
| 系統       | 系統             | 74             | 74-1           | 77             | 80             | 82             | 31循           | 33             | 35             | 36             | 54             |
| 停留所     | 大浦一丁目       |                |                |                | ○              | ○              | ○              |                |                | ○              |                |
| 停留所     | 本城西市営住宅前 |                |                |                | ○              | ○              |                |                |                | ○              |                |
| 停留所     | 西門前           | ○              | ○              | ○              |                |                | ○              | ○              | ○              |                | ○              |
| 停留所     | 大浦三丁目       | ○              | ○              | ○              |                |                | ○              | ○              | ○              |                | ○              |

### 道路
- 国道199号

## 施設

### 公共施設
- 北九州市立折尾スポーツセンター

### 医療施設
- 野田消化器科内科クリニック

### 商業施設
- サンリブ折尾

### 社会福祉施設
- 大浦東年長者いこいの家

### 公園
- 大浦西公園
- 大浦東公園
- 大浦南公園

### その他
- 救急振興財団救急救命九州研修所